# 평행육면체

평행육면체의 예

평행육면체(parallelepiped, 平行六面體)는 모든 면이 평행사변형으로 이뤄진 육면체다. 즉, 두 밑면이 평행사변형인 각기둥을 말한다. 가장 친숙한 평행육면체는 6개의 면이 모두 직사각형인 상자다. 이것을 '직육면체(rectangular parallelepiped)'라고도 한다.